# عزبة صقر (قرية)
عزبة صقر عزبة تابعة لمركز السادات في محافظة المنوفية في جمهورية مصر العربية.